# Chelidonium sinicum
Chelidonium sinicum är en skalbaggsart som först beskrevs av White 1853.  Chelidonium sinicum ingår i släktet Chelidonium och familjen långhorningar.
Artens utbredningsområde är:
- Laos.
- Burma.

Inga underarter finns listade i Catalogue of Life.